# Майснер, Филипп
Филипп (Адольф Филипп Эрнст) Майснер (нем. Philipp Meissner; 24 сентября 1748, Бургпреппах — 6 июля 1816, Вюрцбург) — немецкий кларнетист, композитор и музыкальный педагог.

## Биография
Филипп Майснер родился 24 сентября 1748 года в Бургпреппахе, близ Хофхайма; проявил музыкальный талант в раннем возрасте, учился игре на кларнете у придворного музыканта Мартина Хесслера. В шестнадцатилетнем возрасте выступал в присутствии князя Адама Фридриха Вюрцбургского, заслужив одобрение того. Окончив школу в 1766 году, по совету князя отправился путешествовать и зарабатывал на жизнь музицированием. В Страсбурге он поступил на службу к кардиналу Константину Роанскому, который помог ему в дальнейшем попасть в Париж. В течение трёх лет Майснер выступал как камерный музыкант при дворах парижской знати, затем был членом оркестра королевской гвардии и Оперы, а также с большим успехом солировал в «Духовных концертах», «Любительских концертах» и при королевском дворе. Майснер был одним из первых музыкантов, познакомивших французскую публику с выразительными возможностями кларнета — инструмента, до того времени достаточно редкого в этой стране.
В 1776 году, уже заслужив славу выдающегося виртуоза, Майснер вернулся в Вюрцбург, где получил место придворного камерного музыканта в капелле князя, и работал там в течение тридцати лет. Он много гастролировал по Германии и Швейцарии, открыл в Вюрцбурге школу кларнетистов, где среди его учеников были Йозеф Бэр, Карл Гёпферт, братья Фирсникели, Клайнхойс. Майснер — один из основоположников немецкой школы кларнета.
Майснеру принадлежат концерты для кларнета с оркестром, квартеты для кларнета и струнных, вариации и другие сочинения для этого инструмента.